# انار سالمانوف
انار سالمانوف (بالأذرية: Anar Salmanov)‏، حكم كرة قدم أذربيجاني دولي، من مواليد 1980.
يحكم في دوري أذربيجان الممتاز منذ عام 2003 حتى الآن.